# Catharina Weiß
Catharina Jule Weiß (* 2. Juni 2000 in Stuttgart, Baden-Württemberg) ist eine deutsche Rollstuhlbasketballspielerin.

## Berufsweg
Weiß besuchte die Käthe-Kollwitz-Schule in Esslingen-Zell, wo sie 2019 Abitur machte. Von der University of Alabama, die seit Jahren den Behindertensport fördert und ein eigenes Rollstuhlbasketball-Team hat, erhielt sie ein Sportstipendium und studierte ab August 2019 Marketing und Wirtschaft. Ursprünglich wollte sie drei Jahre in den USA bleiben und einen Abschluss machen. Nachdem die Universität mitteilte, dass an ihr wegen der Covid-19-Pandemie nur noch online gelehrt wird, kehrte Weiß Mitte März 2020 nach Deutschland zurück und brachte das restliche Semester online zu Ende. Im Mai des Jahres 2022 wechselte sie dann ihren Studiengang von den Rechtswissenschaften auf Wirtschaftsrecht. Seit Mai 2022 macht sie an der Iubh, einer Fernuniversität, ihren Bachelor in Wirtschaftsrecht.

## Sportliche Karriere
Catharina Weiß ist in Folge einer Krebserkrankung im Alter von zwei Monaten, die das Rückenmark angriff, durch eine inkomplette Querschnittlähmung von klein an auf den Rollstuhl angewiesen und kam 2009 als Neunjährige erstmals mit dem Sport in Berührung. Sie konkurrierte erfolgreich im Monoski, hielt zwischenzeitlich vier deutsche Rekorde im Schwimmen, und versuchte sich parallel dazu 2012 erstmals beim Rollstuhlbasketball. Alle drei Sportarten parallel zu betreiben hätte ihren zeitlichen Rahmen gesprengt, und so entschied sich Weiß 2014 im Alter von 14 Jahren endgültig für den Rollstuhlbasketball, weil hier die Trainingsbedingungen für sie am besten waren. Über Einsätze in der Landes- und Regionalliga beim Rollstuhlsport- und Kulturverein Tübingen (RSKV Tübingen) empfahl sich Weiß für höhere Aufgaben und wechselte zur Saison 2015/2016 in die 2. Bundesliga zu den Rolling Chocolate nach Heidelberg, von denen sie zwei Jahre später zu den Sabres Ulm ging. 2016 wurde sie erstmals in den Kader der U25-Nationalmannschaft berufen.
Seit 2017 ist Weiß Mitglied der A-Nationalmannschaft, mit der sie auf Anhieb bei der Europameisterschaft in Teneriffa Silber gewann.
2018 holte sie in Hamburg Bronze bei der Weltmeisterschaft, anders als in der Bundesliga in einem komplett aus Frauen bestehenden Team.
2019 errang Weiß mit dem deutschen Team bei der Europameisterschaft in Rotterdam Bronze. Dies bedeutete zugleich die Qualifikation für die Paralympischen Sommerspiele 2020 in Tokio und die Mitgliedschaft im Paralympicskader des Deutschen Behindertensportverbandes.
2020 wurde die US-Saison wenige Tage vor dem Meisterschaftsfinale wegen der Covid-19-Pandemie abgebrochen und Weiß kehrte im März vorzeitig nach Deutschland zurück. Später wurden auch die Paralympics auf das Jahr 2021 verschoben.
Von 2020 bis 2024 spielte sie beim RSV Lahn Dill und gewann dort verschiedene Titel. Unter anderem 2021 den Champions Cup, 2022 die deutsche Meisterschaft und 2024 die deutsche Meisterschaft und den DRS Pokal.
2021 erreichte sie mit der deutschen Nationalmannschaft den vierten Platz bei den Paralympischen Spielen in Tokio. Ursprünglich hätten die Spiele 2020 ausgetragen werden, durch die Pandemie kam es allerdings zu einer Verschiebung der Spiele.
2023 wurde Weiß bei den Weltmeisterschaften in Dubai Vierte und im gleichen Sommer bei den Europameisterschaften in Rotterdam ebenfalls Vierte.
2024 qualifizierte Weiß sich mit der Nationalmannschaft im April in Osaka für die Paralympischen Spiele, die dann im Sommer in Paris ausgetragen wurden. In Paris belegte sie mit dem Team dann den sechsten Platz.
Zu der Saison 2024–2025 wechselte Weiß dann zu dem Team UCAM Murcia, die in der ersten spanischen Liga aktiv sind. Mit Murcia belegte sie den vierten Platz in der Liga.

## Vereinszugehörigkeiten
Ihr Jugendverein ist der RSKV Tübingen. Zur Saison 2015/16 ging sie zum Zweitligisten Rolling Chocolate in Heidelberg und wechselte zwei Jahre später für eine Saison zu den Sabres Ulm (TSG Söflingen). Da der RSKV Tübingen mittlerweile aufstieg, ging Weiß zu ihm zurück und spielte in der 2. Bundesliga in einer gemischten Mannschaft, bevor sie seit August 2019 zum Hochschulteam der Universität von Alabama gehörte. In der Saison 2019/2020 spielte Weiß für die Universität von Alabama. Von 2020 bis 2024 war sie für den RSV Lahn Dill aktiv. In der Folge Saison 2024–2025 spielte sie für UCAM Murcia in Spanien. Seit der Saison 2025–2026 ist Weiß Spielerin für Econy Gran Canaria ebenfalls in der ersten spanischen Liga.

## Erfolge
international
- 2017: Vizeeuropameisterin
- 2018: 3. Platz Weltmeisterschaft
- 2019: 3. Platz Europameisterschaft

## Videolinks
- Catharina Weiß im Interview, vom 11. Mai 2020 (18:12 min)